# Yeonggwang
Der Landkreis Yeonggwang (kor.: 영광군, Yeonggwang-gun) befindet sich in der Provinz Jeollanam-do in Südkorea. Der Verwaltungssitz befindet sich in der Stadt Yeonggwang-eup. Der Landkreis hatte eine Fläche von 475 km² und eine Bevölkerung von 54.773 Einwohnern im Jahr 2019.
Das Kernkraftwerk Hanbit befindet sich in Yeonggwang und wurde 1986 in Betrieb genommen. Heute hat es sechs Reaktoren. 

Lage des Landkreises in Gyeongsangbuk-do